# نادي مسينا
رابطة مسينا المتحدة لكرة القدم (بالإيطالية: Associazioni Calcio Riunite Messina)‏ ويعرف اختصاراً باسم مسينا (بالإيطالية: ACR Messina)‏؛ هو نادي كرة قدم إيطالي، تأسس في عام 1900 تحت اسم نادي مسينا لكرة القدم (بالإيطالية: Messina F.C.)‏، ويقع مقره في مدينة مسينة ب جزيرة صقلية الإيطالية. ويلقب الفريق بلقب الجيالوروسي والذي يعني الأصفر والأسود.
يلعب النادي حالياً في الدوري الإيطالي الدرجة الثالثة (سيريا C). ويخوض النادي مبارياته الرسمية على ملعب سان فيليبو، الذي يتسع لحضور 37,895 ألف متفرج.